# Harrison (Geòrgia)
Harrison és un poble dels Estats Units a l'estat de Geòrgia. Segons el cens del 2000 tenia 509 habitants.

## Demografia
Segons el cens del 2000, Harrison tenia 509 habitants, 176 habitatges, i 134 famílies. La densitat de població era de 113,6 habitants/km².
Dels 176 habitatges en un 36,4% hi vivien nens de menys de 18 anys, en un 44,3% hi vivien parelles casades, en un 30,7% dones solteres, i en un 23,3% no eren unitats familiars. En el 19,3% dels habitatges hi vivien persones soles el 7,4% de les quals corresponia a persones de 65 anys o més que vivien soles. El nombre mitjà de persones vivint en cada habitatge era de 2,89 i el nombre mitjà de persones que vivien en cada família era de 3,4.
Per edats la població es repartia de la següent manera: un 29,7% tenia menys de 18 anys, un 9,2% entre 18 i 24, un 27,3% entre 25 i 44, un 22,6% de 45 a 60 i un 11,2% 65 anys o més.
L'edat mediana era de 35 anys. Per cada 100 dones de 18 o més anys hi havia 94,6 homes.
La renda mediana per habitatge era de 18.125 $ i la renda mediana per família de 23.571 $. Els homes tenien una renda mediana de 21.250 $ mentre que les dones 16.528 $. La renda per capita de la població era d'11.429 $. Entorn del 32,1% de les famílies i el 32,4% de la població estaven per davall del llindar de pobresa.

## Poblacions més properes
El següent diagrama mostra les poblacions més properes.